# 水酸化ランタン(III)
水酸化ランタン(III)(Lanthanum hydroxide)は、ランタンの水酸化物で、化学式はLa(OH)3である。

## 合成
硝酸ランタン等のランタン塩の水溶液にアンモニア等のアルカリを加えることで得られる。これにより生じたゲル状の沈殿を空気中で乾燥させる。
La(NO
3)
3 + 3 NH
4OH  →  La(OH)
3 + 3 NH
4NO
3
または、酸化ランタン(III)への水和反応でも生じる。
La
2O
3 + 3 H
2O  →  2 La(OH)
3

## 性質
アルカリ性の物質とはあまり反応しないが、酸性溶液には若干溶ける。330℃以上では、酸化水酸化ランタン(LaOOH)に分解し、さらに過熱すると酸化ランタン(III)にまで分解する。
La(OH)
3 {\displaystyle \mathrm {{\xrightarrow[{-H_{2}O}]{330\ ^{o}C}}\ } } LaOOH
2 LaOOH {\displaystyle \mathrm {{\xrightarrow[{-H_{2}O}]{\Delta }}\ } } La
2O
3
六方晶系に結晶化する。結晶構造中の各々のランタンイオンは、四角面三冠三角柱形分子構造で9つの水酸化物イオンに取り囲まれている